# Dagmar de Danemark (1890-1961)
Ne doit pas être confondu avec Dagmar de Danemark.
La princesse Dagmar de Danemark, après son mariage Dagmar Castenskjold, est née le 23 mai 1890 au palais de Charlottenlund et décédée le 11 octobre 1961 au manoir de Kongstedlund. C'est un membre de la famille royale danoise et le plus jeune enfant de Frédéric VIII de Danemark et de Louise de Suède.

## Biographie

### Jeunesse

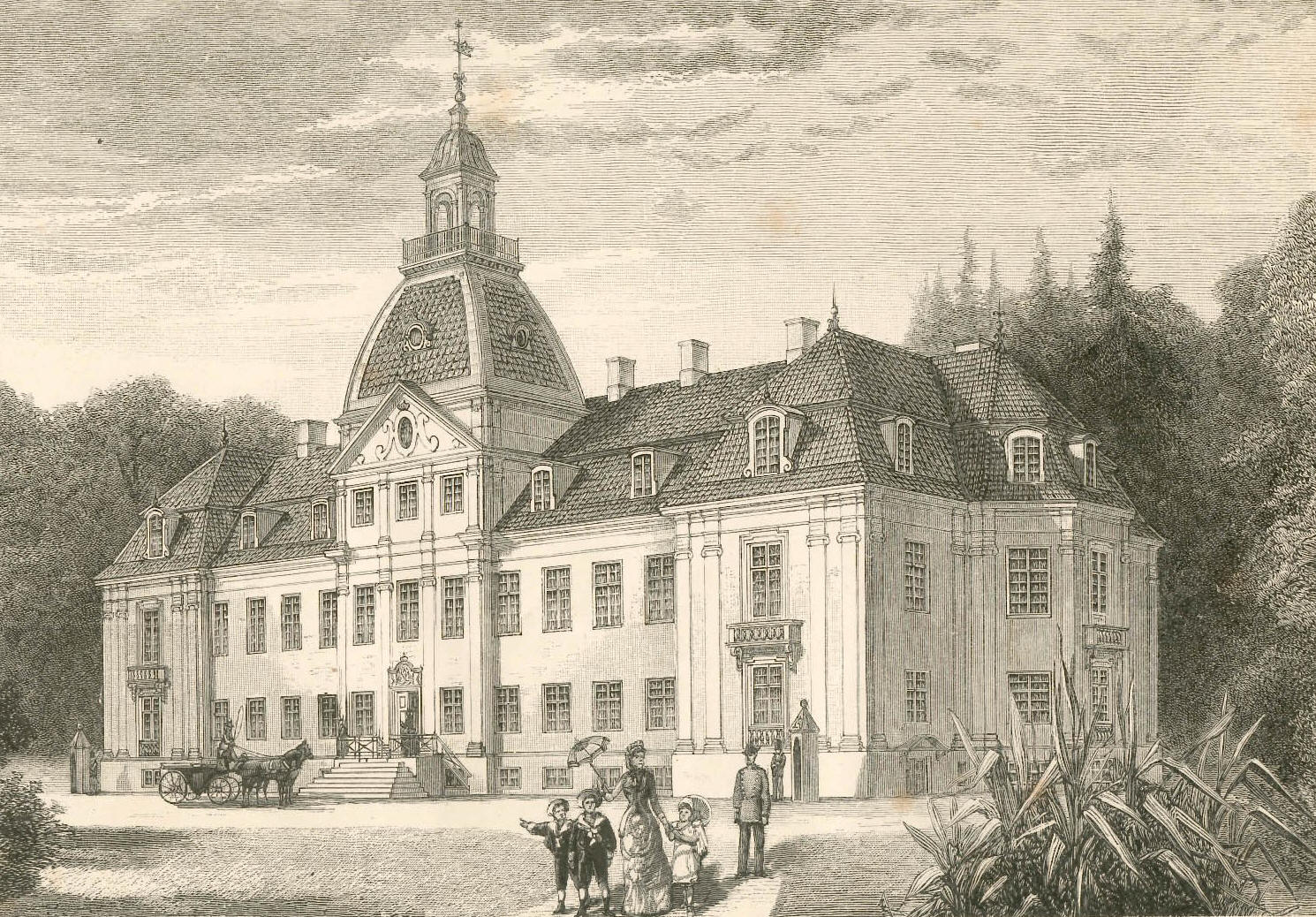
Le palais de Charlottenlund vers 1890.

Petite-fille du roi Christian IX de Danemark (1818-1906), surnommé le « beau-père de l’Europe », la princesse Dagmar est née le 23 mai 1890 à la résidence d'été de ses parents, le palais de Charlottenlund, située sur les rives du détroit d'Øresund à dix kilomètres au nord de Copenhague sur l'île de Seeland. Elle est le huitième et dernier enfant et la quatrième fille du prince héritier Frédéric de Danemark et de Louise de Suède. Son père est le fils aîné du roi Christian IX de Danemark et de Louise de Hesse-Cassel, et sa mère est la fille unique du roi Charles XV de Suède et de Louise des Pays-Bas. Elle est baptisée sous le nom de Dagmar Louise Elisabeth et est nommée en l'honneur de sa tante la tsarine de Russie Dagmar de Danemark. En tant que petite-fille de monarque et fille de prince héritier, elle porte dès sa naissance le titre de princesse de Danemark avec la qualification d'altesse royale .

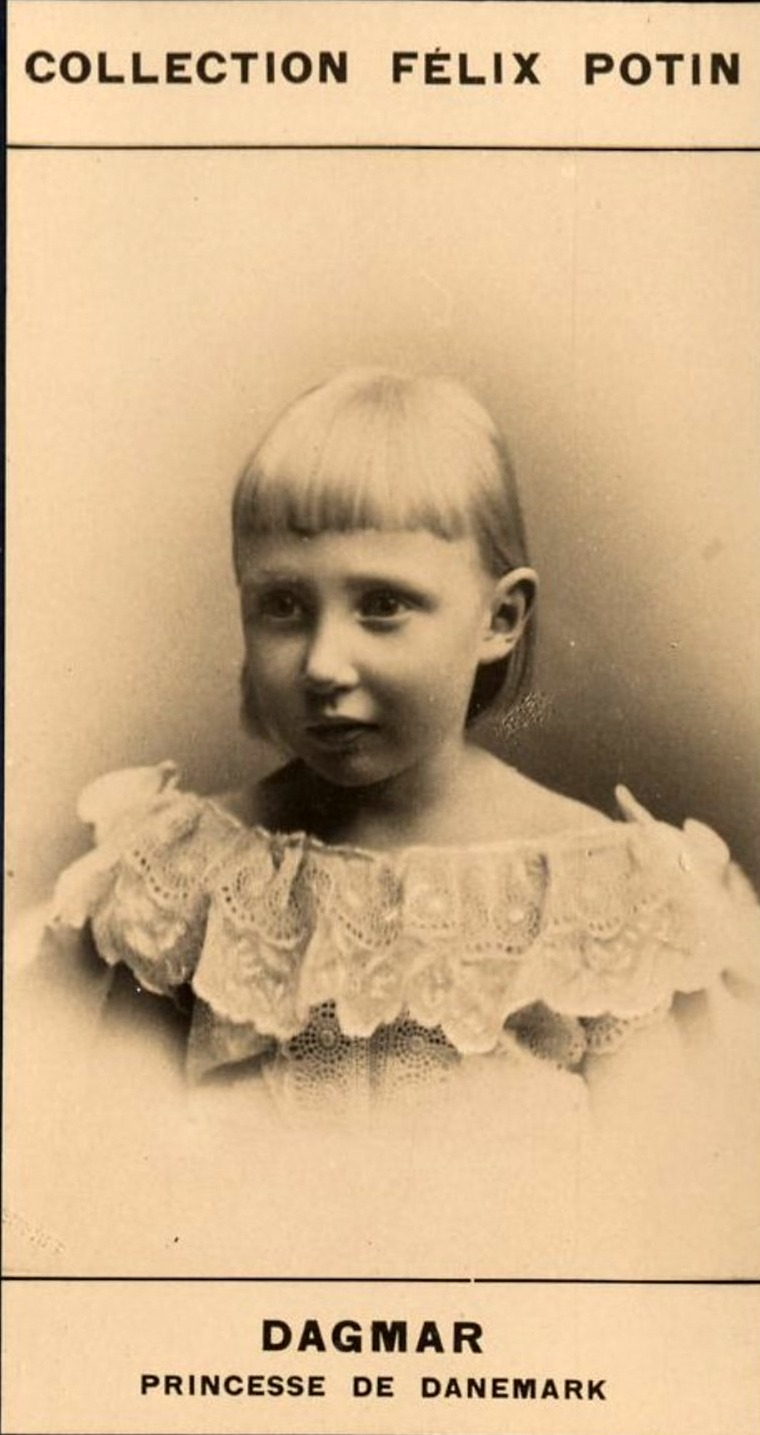
La princesse Dagmar vers 1900.

La princesse Dagmar a quatre frères et trois sœurs, dont le prince Christian qui succède à leur père en 1912, et le prince Charles qui devient roi de Norvège sous le nom de Haakon VII en 1905,. L'enfant grandit aux côtés de ses parents et de ses frères et sœurs entre le palais Frédéric VIII , situé au palais d’Amalienborg, résidence principale de la famille royale de Danemark dans le quartier de Frederiksstaden au centre de Copenhague, et leur résidence d'été, le palais de Charlottenlund, au nord de la ville .
Contrairement à la pratique habituelle de l'époque, où les enfants royaux sont élevés par des gouvernantes, les enfants sont élevés par la princesse héritière Louise elle-même. La princesse Dagmar et ses frères et sœurs reçoivent une éducation privée à dominance chrétienne, caractérisée par la sévérité, l'accomplissement des devoirs, les soins et l'ordre.

### Mariage
Malgré les réticences de sa mère, la reine douairière Louise, la princesse Dagmar se marie au palais de Fredensborg le 23 novembre 1922 avec Jørgen Castenskjold, fils d'Anton Castenskiold (1860-1940), chambellan de la cour, et de Sophie Steensen-Leth (1870-1947). Ils ont cinq enfants : 
- Carl Frederik Anton Jørgen Castenskjold (13 novembre 1923-14 avril 2006), il épouse Bente Grevenkop-Castenskiold (5 avril 1927-22 mai 2003) le 23 octobre 1948 et ils divorcent en 1963. Ils ont trois enfants.
- Christian Ludwig Gustav Fritz Castenskjold (10 juillet 1926-17 juillet 2024)[6] épouse Cecily Abbots (10 août 1927-26 février 2019) le 11 novembre 1952. Ils ont une fille.
- Jørgen Frederik Aage Erik Helge Castenskjold (16 mars 1928-4 mai 1964), il épouse Kirsten Schlichtkrull (24 mars 1934) le 14 juillet 1956 et ils divorcent en 1958. Ils ont une fille. Il se remarie avec Birgit Tingstedt (3 septembre 1932) le 17 octobre 1959. Ils ont une fille.
- Dagmar Louise Thyra Sophia Castenskjold (11 septembre 1930-12 juillet 2013), épouse Poul Bitsch (5 octobre 1930-21 octobre 1967) le 4 avril 1950. Ils ont trois enfants. Elle se remarie avec Ole Larsen en 1972.
- Christian Frederik Castenskjold (21 août 1931-4 novembre 1937)

### Dernières années
La princesse Dagmar meurt le 11 octobre 1961 à l'âge de 71 ans à Kongstedlund. Elle est alors le dernier enfant survivant du roi Frédéric VIII et de la reine Louise.

## Distinction
- 15 mars 1910 : dame grand-croix de l'ordre de Sainte-Catherine